# Orchis bispurium
Orchis bispurium är en orkidéart som först beskrevs av Gottfried Keller, och fick sitt nu gällande namn av H.Kretzschmar, Eccarius och Helga Dietrich. Orchis bispurium ingår i släktet nycklar, och familjen orkidéer. Inga underarter finns listade i Catalogue of Life.